# ТЕС Суапе ІІ
8°21′27″ пд. ш. 35°1′23″ зх. д. / 8.35750° пд. ш. 35.02306° зх. д.
ТЕС Суапе ІІ – теплова електростанція на сході Бразилії у штаті Пернамбуку. 
У 2013 році на майданчику станції ввели в експлуатацію 17 генераторних установок на основі двигунів внутрішнього згоряння Wärtsilä 20V46F загальною потужністю 381,2 МВт. 
Як паливо станція споживає нафтопродукти.
Видача продукції відбувається по ЛЕП, розрахованій на роботу під напругою 230 кВ.
Проект реалізували через компанію Energética Suape II, власниками якої є Savana SPE Incorporação (80%) та нафтогазовий гігант Petróbras (20%).